# エコルカード
エコルカードは、福岡都市圏・筑豊地域を運行する西日本鉄道（西鉄）並びに西鉄グループ各社の路線バスで使用できる学生向けフリー定期券。

## 概要
2003年4月1日発売開始。福岡都市圏・筑豊地区（券種により異なる）の指定地域の西鉄バス一般路線全線に乗車できる定期券で、学生（学校教育法第1条による学校およびその他法令等により上記に相当する扱いを受けることとされた学校に通学する学生・生徒及び児童）のみが購入できる。
少子化に伴う通学需要の減少に加え、福岡市地下鉄七隈線の開業が決定し、同線が開業した際に地下鉄沿線の学校に通う通学利用者がバスから地下鉄に大幅に転移することが見込まれたため、通学需要の確保を目的として発売開始された。
「エコル」とは、「エコロジー（環境）」と「エコノミー（経済）」と「エコール（フランス語で「学校」）」に由来する。

### ちかパスとの関係
エコルカードの導入後、対抗して福岡市交通局（地下鉄のみ）も、「ちかパス」という乗り放題定期券を設定している。学生用の価格は両者で同水準であり、2014年4月時点では消費税増税後も価格を据え置いたエコルカードのほうが、増税分を転嫁したちかパスより安価となっている。また、ちかパスには通学でない大人用の設定が存在している。

## 券種

### エコルカード
福岡市近郊の5市2郡（九州大学伊都キャンパス周辺を除く）が対象エリア。2013年には発売10周年を記念して、4月 - 9月、同10月 - 翌年3月までと期間限定で6か月券（37,000円）を発行しており、2014年4月からは同じ価格のままで本格運用となる。2015年4月以降、利用エリアの縮小が行われた。

### ワイドエコルカード
2015年4月のエコルカードのエリア縮小に合わせて、従来の9市3郡・九大伊都キャンパスをカバーする券種として導入。改定前の伊都エコルカードとエリアは同じだが、価格は上昇している。

### 筑豊エコルカード
ワイドエコルカードの対象エリアに加えて、筑豊エリアでも利用できる。発売当初は試行扱いで、筑豊地域に所在する学校に通学する学生に限られ、筑豊地域在住で筑豊地域外の学校への通学者は利用できなかったが、2009年度から本格実施に際して、学校の所在地による発売制限がなくなった。これには、JR九州福北ゆたか線との競争が関係するが、筑豊エコルカードはJRの通学定期券に比べて割高である。

### 伊都エコルカード（廃止）
エコルカード・筑豊エコルカード（2015年4月以降は利用可）で、九州大学伊都キャンパスエリア地区の利用では別料金が発生することになったのに伴い発売。対象エリアは基本的にエコルカードと同じだが、当カードでは同キャンパス地区でも他地区と同様に利用できた。2015年の改定に伴いワイドエコルカードへ移行し廃止された。

## 利用可能な路線
- 次項記載の対象エリア内を運行する西鉄グループ（本社、西鉄バス宗像、西鉄バス二日市、西鉄バス筑豊、西鉄バス久留米、西鉄バス佐賀、日田バス）の一般路線バス
  - エリア内であれば快速、急行、特別快速、臨時バス及び都市高速、福岡前原有料道路を経由するバスも対象。
  - 高速バス、特急バス（筑豊エコル指定路線は除く）、定期観光バス、コミュニティバスはエリア内でも対象外。
- 「筑豊エコルカード」は以下の区間も利用可。
  - 特急：西鉄天神高速バスターミナル - 飯塚バスターミナル - 後藤寺・坂の下（全線）
  - 特急：西鉄天神高速バスターミナル - 後藤寺 - 福岡県立大学（全線）
  - 直方（特急）小倉線：直方バスセンター - 王子団地

### 対象エリア
すべて福岡県。なお、例外もある（後述）。

#### エコルカード
- 福岡市（九州大学伊都キャンパス周辺を除く）、筑紫野市、太宰府市、大野城市、春日市、那珂川市
- 糟屋郡宇美町、粕屋町、篠栗町、志免町、新宮町、須恵町、久山町

#### ワイドエコルカード・伊都エコルカード
上記のエコルカードのエリアに加えて、以下のエリアも対象となる。
- 九州大学伊都キャンパス周辺
- 古賀市、宗像市、朝倉市、福津市
- 朝倉郡筑前町、東峰村

#### 筑豊エコルカード
上記のエコルカード・ワイドエコルカードのエリアに加えて、以下のエリアも対象となる。
- 飯塚市、田川市、直方市、宮若市、嘉麻市
- 嘉穂郡桂川町
- 鞍手郡鞍手町、小竹町
- 田川郡糸田町、大任町、川崎町、香春町、添田町、福智町

### 特殊な取扱い
- 深夜バスでは、通常の片道運賃を支払う必要がある。
- 筑紫野線（17番）は、対象エリア外の福岡県小郡市内にある新津古橋のみ利用でき、上西山線（24番） は、朝倉郡筑前町に位置する山家道で乗降しない場合に限り利用できる。2008年3月まで運行されていた佐賀橋 - 板屋線（無番）も対象エリア外の佐賀県吉野ヶ里町を経由（停留所はない）していたが利用できた。

#### エリア境界
以下の対象エリア内外を跨ぐ路線は、対象エリア内の境界バス停とエリア外の乗降バス停との間の運賃を支払う必要がある。ただし、☆印についてはワイドエコルカード・筑豊エコルカードでは通し利用が可能であり、また★印については筑豊エコルカードでは通し利用が可能である。
| 路線名                                             | 行先番号         | 運行区間                              | エリア内境界バス停       | エリア外境界バス停                 |
| -------------------------------------------------- | ---------------- | ------------------------------------- | ------------------------ | ---------------------------------- |
| 九大（都市高速）博多駅線☆                          | K                | 博多駅 - 九大総合グラウンド           | 西警察署前（福岡市西区） | 産学連携交流センター（福岡市西区） |
| 福岡〜赤間線☆                                      | 26番・26A        | 天神 - 赤間営業所                     | 新宮・緑ヶ浜（新宮町）   | ゴルフ場前（古賀市）               |
| 赤間（急行）福岡線☆                                | 無番             | 天神 - 赤間営業所                     | 上の府太郎丸（新宮町）   | 鹿部（古賀市）                     |
| 甘木幹線☆ 甘木（都市高速）博多駅線☆                | 40番・41番 400番 | JR二日市駅 - 杷木 博多駅 - 甘木営業所 | 天山（筑紫野市）         | 山家道（筑前町）                   |
| 以下「ワイドエコルカード」「筑豊エコルカード」のみ |                  |                                       |                          |                                    |
| 波津線                                             | 20番             | 赤間営業所 - 海老津駅                 | 城山峠（宗像市)          | 赤鳥居（岡垣町)                    |
| 以下「筑豊エコルカード」のみ                       |                  |                                       |                          |                                    |
| 北九州（特急）飯塚線                               | 無番             | 飯塚BT - 砂津                         | 王子団地（直方市）       | 緑ヶ丘（北九州市八幡西区）         |
| 北九州（急行）筑豊線                               | 無番             | 黒崎BC - 直方                         | 中牟田（直方市）         | 上新縄手（北九州市八幡西区）       |
| 中山・中間線                                       | 69番             | 鞍手車庫 - 筑鉄中間                   | 上木月（鞍手郡鞍手町）   | 底井野（中間市）                   |

## 利用方法
ICカード「nimoca」が整備されたことから、2009年度分から順次磁気券が廃止され、「nimoca」に移行。エコルカードは2009年3月16日以降発売の分が対象となる。「筑豊エコルカード」も西鉄が2009年5月31日に筑豊地区で「nimoca」を一斉導入したことから、同年6月以降の発売分は「nimoca」となった。それまでの「筑豊エコルカード」は紙券での発売だった。
2022年度発売分から顔写真が必要なくなった。

### 磁気式
- 乗車の際、磁気カードを乗車口のカードリーダーに通す。
- 降車の際、磁気カードを降車口のカードリーダーに通し、専用パスケースに入れた顔写真を運転士に提示する。
通用期間を過ぎているカードはカードリーダーを通らない。また、顔写真を提示しない場合は無効となる。

### nimoca
- 乗車の際、nimocaを乗車口のICカードリーダーに音が鳴るまでかざす。
- 降車の際、nimocaを運賃箱のICカードリーダーに音が鳴るまでかざす。
通用期間を過ぎているカードは通常のnimocaとして扱われ、運賃が引き落とされる。

## 発売券種・価格
小学生・中学生及び障害者は半額となる（割引の重複適用はない）。なお、2017年度分から期間方式（例：4月7日から5月6日まで（一ヶ月券の場合））が追加設定されており、。本施策は同様の方式を採っている『ひるパス・ひるパスロング』（エコ企業定期券含む）でも実施する。なお西鉄バス、電車など他の定期券と期間方式を組み合わせる場合は同期間の販売となるため、期間が異なる場合は月度方式での販売となる。
エコルカード
1か月8000円、3か月22800円(1ヶ月あたり7600円)、6か月43200円(1ヶ月あたり7200円)、1年76800円(1ヶ月あたり6400円)
ワイドエコルカード
1か月11500円、3か月32800円(1ヶ月あたり10934円)、6か月62100円(1ヶ月あたり10350円)、1年110,400円(1ヶ月あたり9200円)。
筑豊エコルカード
1か月19500円、3か月55600円(1ヶ月あたり18534円)、6か月105300円(1ヶ月あたり17550円)1年187200円(15600円)筑豊エコルカードのみ中学生以下の料金設定がない。

## エコルライナー

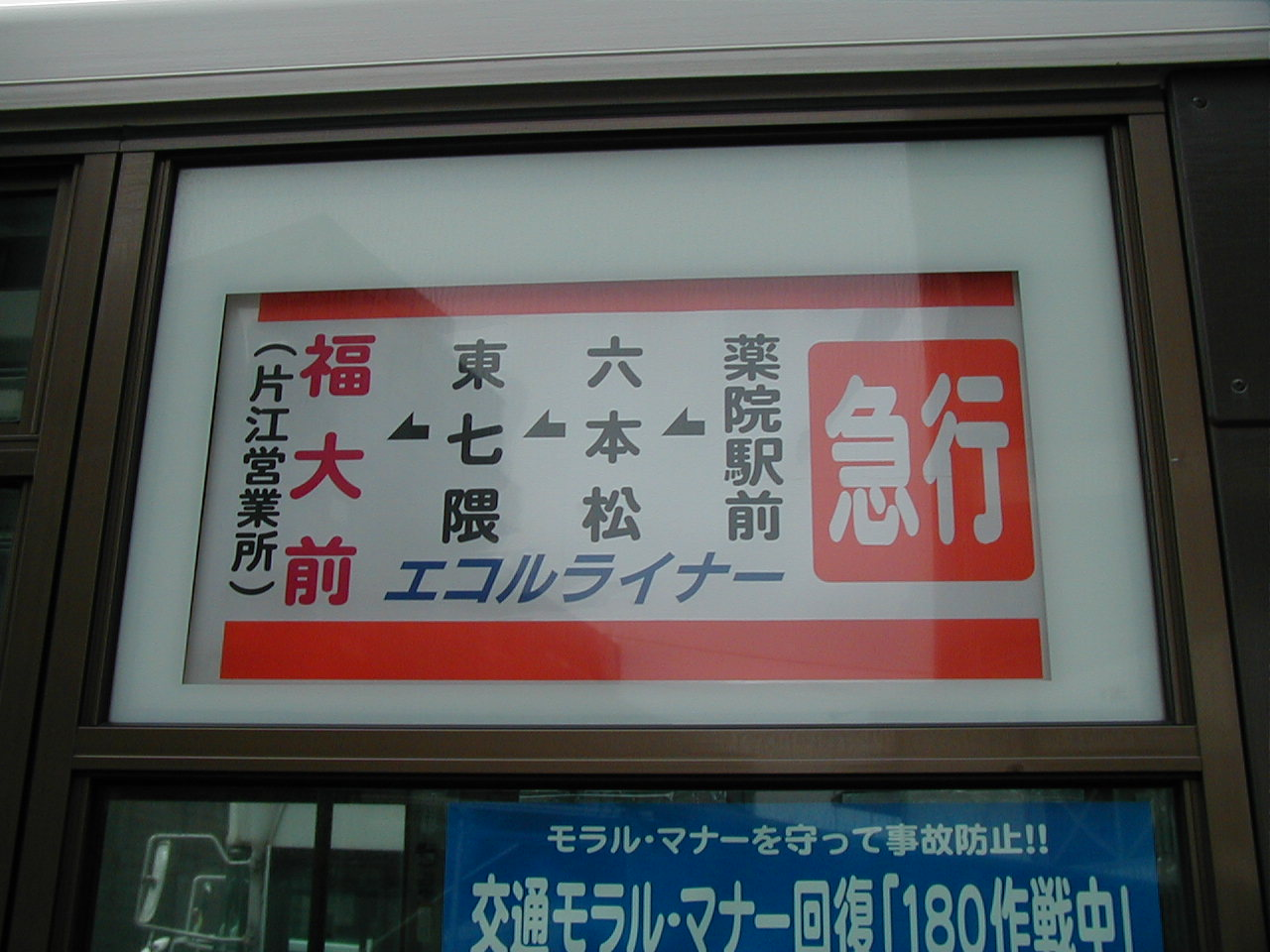
急行エコルライナーの方向幕

本カードにちなんで「エコルライナー」を愛称とし、福岡市中心部・飯塚市中心部と各地の大学・高校を結ぶ通学バスが運行されている。愛称は一般公募で決められた。なお、通学利用者やエコルカード利用者以外でも一般路線と同じように利用できる。現在は以下の7系統が運行されており、いずれも平日のみ、通学時間帯に合わせ運行される。（2024年11月4日現在の路線（太字は終点・始発停留所））
九州大学線（エコルライナーK）
- 博多駅 - 渡辺通一丁目（電気ビル共創館前/サンセルコ前・電気ビル共創館前） - 天神（ソラリアステージ前/天神ソラリアステージ(福ビル街区)前） - 天神北 - （都市高速） - （福岡前原有料道路） - 西警察署前 - 産学連携交流センター - 西消防署元岡出張所前 - 九大センターゾーン入口(天神方面のみ) - 九大ビッグオレンジ - 九大理学部(九大方面のみ) - 九大工学部 - 九大農学部 - 九大船舶・航空実験棟 - 九大総合グラウンド

2009年9月28日運行開始。通常の急行と違い今宿ランプを経由する。九大ビッグオレンジ - 九大総合グラウンドバス停は九州大学伊都キャンパス内にある。土日祝日に臨時で運行する事もある、2018年8月以降、渡辺通一丁目と天神 - 九大伊都キャンパス間の停留所を通過する「直行」が試験の時などに運行される。なお臨時便は金武車庫等、様々な営業所が担当する。通常便は壱岐・博多・吉塚営業所が担当。
福岡大学線
- 下り：天神協和ビル前→赤坂門→赤坂二丁目→六本松→中村大学前→福大薬学部前→福大正門前→片江営業所

2004年12月1日運行開始。朝に福岡大学の1限の開始に合わせて下りを、夕方の福岡大学の4限の終了後に上りを運行。2011年より下りが中村大学前に停車。2013年3月のダイヤ改正で上りが天神終点から博多駅終点となった。2023年3月のダイヤ改正で天神大和証券前を通過するようになった。2024年11月のダイヤ改正で天神・博多駅行きが廃止になった。停車地のうち、赤坂二丁目バス停付近には筑紫女学園中学校・高等学校が、六本松バス停付近には福岡大学附属大濠中学校・高等学校が、中村大学前バス停付近には中村学園大学が、福大薬学部前・福大正門前・福大前・東七隈バス停付近には福岡大学がある。片江営業所が担当。
- 下り：博多駅前B→渡辺通一丁目→薬院駅前→六本松→中村大学前→福大薬学部前→福大正門前→片江営業所
- 上り：片江営業所→福大前→東七隈→六本松→薬院駅前→渡辺通一丁目→渡辺通一丁目（サンセルコ前）→博多駅シティ銀行前F

博多駅系統は2005年2月3日よりエコルライナーとして運行。2011年より下りが中村大学前に停車。朝に福岡大学の1限の開始に合わせて下りを、夕方の福岡大学の4・5限の終了後に上りを運行。片江営業所が担当。2020年3月21日のダイヤ改正より、7時台、9時台にも増便された。
西陵高校線
- （都市高速から）→那の津口→天神北→天神ソラリアステージ(福ビル街区)前→天神警固神社・三越前→警固町→六本松→別府駅前→中村大学前→別府駅前→荒江四角→原→壱岐農協前→福重→宮の前団地→生の松原団地南→三陽高校前→福岡西陵高校前

2005年3月1日運行開始。朝に天神→福岡西陵高校のみ運行で、全便が504番・505番から直通する。実質206番の快速で、荒江四角以降は各停の206番として運行する。停車地のうち、中村大学前バス停付近には中村学園大学・中村学園女子中学校・高等学校が、三陽高校前バス停付近には中村学園三陽中学校・高等学校が、福岡西陵高校前バス停付近には福岡市立福岡西陵高等学校がある。壱岐営業所が担当。
西南線
- 博多駅前A→住吉→渡辺通一丁目→天神→天神北→（都市高速）→領事館前→西南中高前→愛宕浜小学校前→能古渡船場

2007年10月1日運行開始。2009年3月の改正で一部の便が西南中高前から能古渡船場まで延長された。西南中高前行きと能古渡船場行きがある。天神北までは各バス停に停車する。停車地のうち、住吉バス停付近には精華女子高等学校が、西南中高前バス停付近には西南学院中学校・高等学校が、愛宕浜小学校前バス停付近には福岡市立福岡女子高等学校がある。愛宕浜営業所が担当。
エコルライナー214
- 博多駅前B→渡辺通一丁目→薬院駅前→雙葉学園入口→六本松→別府駅前→中村大学前→荒江四角→原→壱岐農協前→野方

2011年4月1日に214番の急行として運行開始。その後2015年3月21日のダイヤ改正でエコルライナーとなった。停車バス停は福岡大学線停車バス停に雙葉学園入口・別府駅前を、特快203停車バス停に中村大学前・原四丁目を加えたもので、原以降は各バス停に停車する。停車地のうち、雙葉学園入口バス停付近には福岡雙葉中学校・高等学校が、中村大学前バス停付近には中村学園大学がある。朝に野方行きを11本運行。壱岐営業所が担当。
小笹線（58番）
- 博多駅前B→渡辺通一丁目→薬院駅前→薬院大通り→九電体育館前→教会前→動物園前→上智福岡中高前→小笹団地正門前→小笹南口→小笹

2017年3月27日運行開始。2016年3月26日のダイヤ改正で設定された博多駅→小笹の区間便を格上げする形でエコルライナーとなった。博多駅 - 渡辺通一丁目間が無停車である点以外は通常の58番と同様である。朝に小笹行きを4本運行。停車地のうち、浄水通りバス停付近には 福岡県立福岡中央高等学校、教会前バス停付近には、福岡雙葉小学校、上智福岡中高前バス停付近には上智福岡中学校・高等学校がある。桧原営業所が担当。
嘉穂高校線（快速3・直行3）
- 快速3：明治坑→頴田支所→頴田病院→鯰田→浦田→立岩→新飯塚駅→飯塚バスターミナル→嘉穂高校→嘉穂高校入口→潤野下区→飯塚市立病院→明星寺団地
- 快速3： 愛宕団地集会所→愛宕団地→浦田→立岩→新飯塚駅→飯塚バスターミナル→嘉穂高校→嘉穂高校入口→潤野下区→飯塚市立病院→明星寺団地
- 直行[7]3：新飯塚駅→飯塚バスターミナル→嘉穂高校

2020年10月1日改正からエコルライナーとして扱われている。福岡県立嘉穂高等学校・附属中学校の最寄りである「嘉穂高校」バス停を経由する。飯塚バスターミナル～嘉穂高校間はノンストップ。朝に明治坑発明星寺団地行き快速を4本、愛宕団地集会所発明星寺団地行き快速を2本、新飯塚駅発嘉穂高校行き直行を1本運行。西鉄バス筑豊・飯塚本社が担当。

## 沿革
- 2003年4月1日 - 1年間の試行導入として通用開始。
- 2004年4月1日 - 本格通用開始。
- 2008年4月1日 - 価格改定。高校生・大学生用1か月6,000円→7,000円、3か月17,000円→20,000円に値上げ。筑豊エコルカード試行開始。
- 2009年3月16日 - エコルカードを磁気式からnimocaに転換。
- 2009年4月1日 - 筑豊エコルカード本格実施。
- 2009年6月1日 - 筑豊エコルカードをnimocaに転換。
- 2009年9月16日 - 九州大学伊都キャンパス周辺バス停でも追加料金なしで利用できる伊都エコルカードを発売開始。
- 2009年10月1日 - 取扱い改定。伊都エコルカードを通用開始。九州大学伊都キャンパス周辺バス停を伊都エコルカード以外のエコルカードで利用するときは追加料金が必要となった。また対象エリア内に限り日田バスが運行する朝倉街道 - 日田・高塚間の急行に乗車できるようになった（のちに路線自体が杷木 - 日田間へ短縮）。
- 2013年 - 期間限定でエコルカードの6か月券を発売（2回）。
  - 4月1日 - 9月30日有効（発売期間：3月1日 - 4月30日）[1]
  - 10月1日 - 翌年3月31日有効（発売期間：9月1日 - 10月31日）[2]
- 2014年
  - 2月25日 - イメージキャラクターに塩ノ谷早耶香を起用[3]。
  - 3月1日 - エコルカード6か月券の本格発売を開始[3]。
- 2015年
  - 4月1日 - 一部利用可能エリア変更と商品ラインナップの変更[4]。新制度となった定期券は3月1日発売開始。
    - エコルカードは宗像市・福津市・古賀市・朝倉市・朝倉郡がエリアの対象外になる。また、西警察署前以遠の九州大学伊都キャンパスエリア地区がエリアから除外され、乗り越した場合は同区間の普通運賃が必要となる。
    - 現状の伊都エコルカードと同一の利用エリア（宗像市・福津市・古賀市・朝倉市・朝倉郡・九大伊都地区を含む）でワイドエコルカードが設定される。伊都エコルカードからは値上げとなるが、6か月券や小中学生券が発売される。
    - 筑豊エコルカードで九大伊都地区も利用可能となる。新たに6か月券が発売される。
- 2016年3月1日 - 1年券を発売開始（有効期間は毎年4月1日 - 翌年3月31日までのみ、価格は6か月券の2倍）[8]。
- 2024年1月20日　運賃値上げと同時に定期券も値上げ。